# Monasterio de Longxing

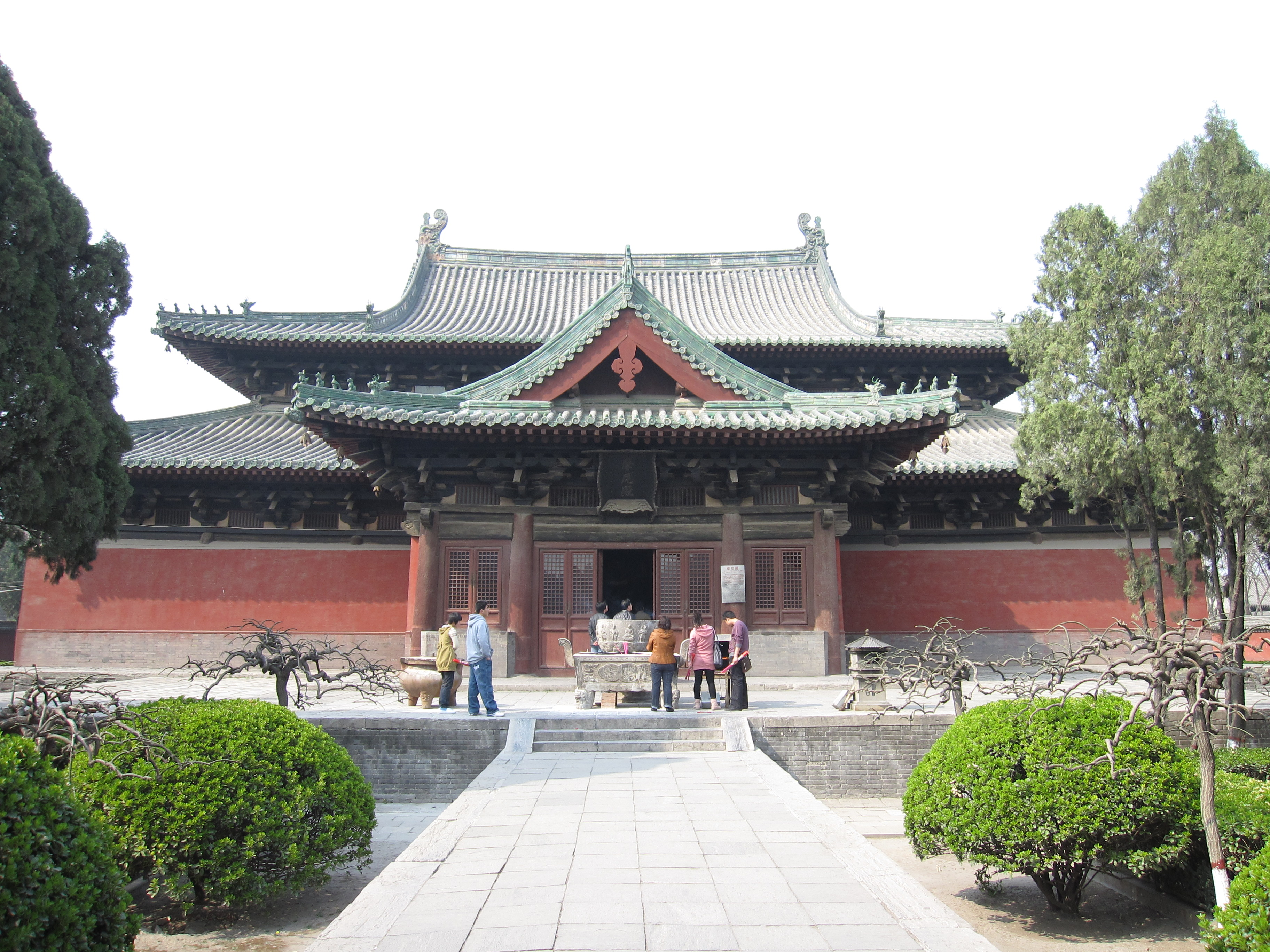
Aspecto frontal de la sala maniquea (Moni dian) del templo Longxing, en Zhengding, China.

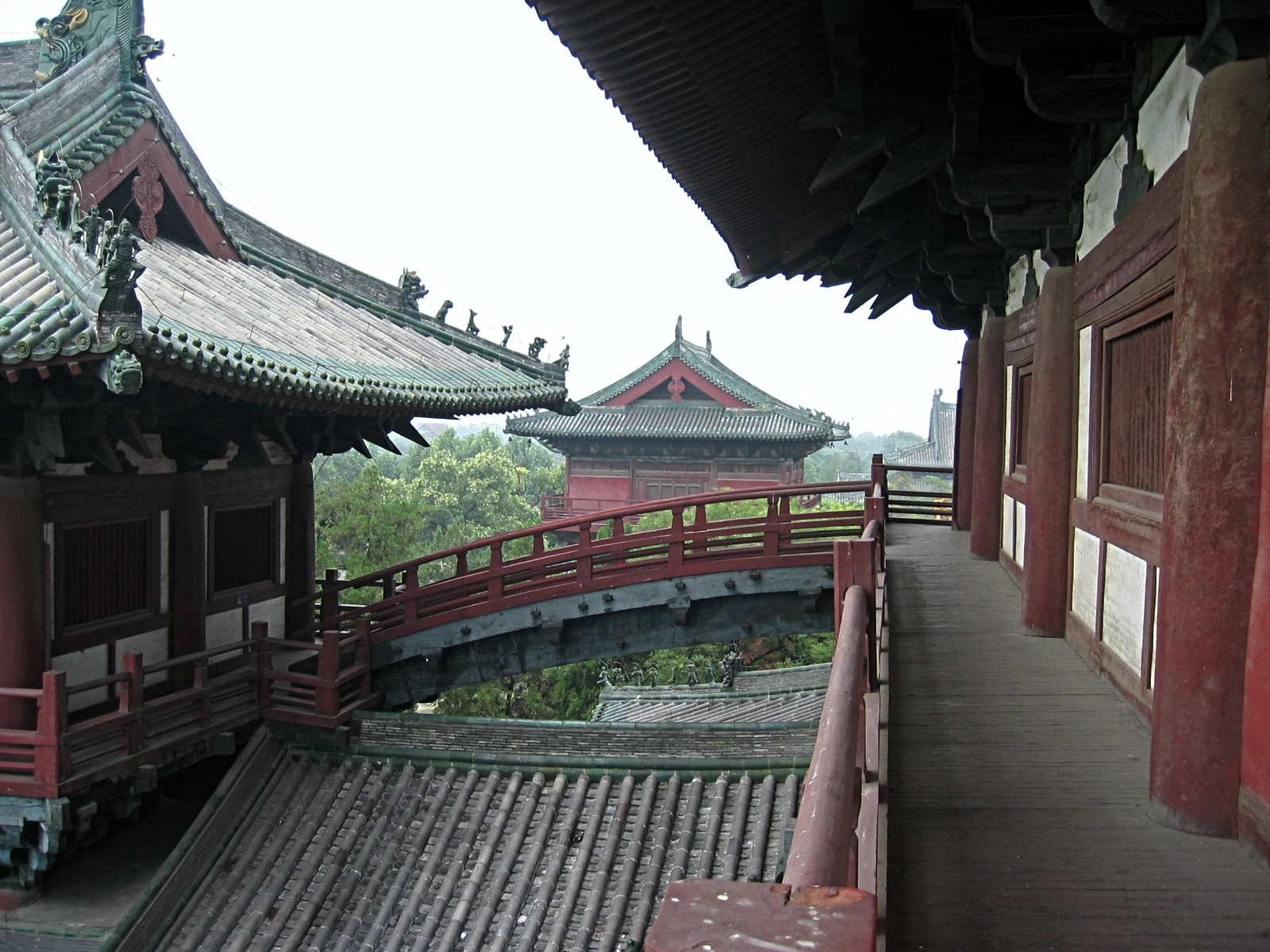
Monasterio de Longxing

El monasterio de Longxing es un antiguo monasterio budista situado en el condado de Zhengding en la provincia china de Hebei. Se le conoce como el primer templo al sur de Pekín.

## Historia
El monasterio fue construido en el año 586 durante la dinastía Sui. algunas de las antiguas estelas que aún se conservan en el suelo del monasterio pertenecen a este periodo. Fue reconstruido en gran parte durante la dinastía Song.
Siguiendo un modelo común, el complejo del monasterio tiene un eje central a lo largo del cual se encuentran una serie de edificios. El primero de ellos es la Sala de los Reyes del Cielo. En el lado opuesto del eje se encuentra la Sala principal (Da Bei Ge), una estructura de madera de 33 metros de altura, en la que se encuentra una estatua de bronce de Kwan Yin. Construida durante los primeros años de la dinastía Song, tiene una altura de más de 20 metros. Dentro de la sala, una escalera sube hasta el punto más alto de la estatua lo que permite que pueda verse desde el punto más bajo al más alto.
Otras obras de arte que destacan en el monasterio son una talla de madera del propio Kwan Yin así como diversas estatuas de Buda sentado en un trono de loto.
Pieza única de la arquitectura en madera de la época Song es el Pabellón de la Librería Giratoria, que fue reconstruida en el siglo XX. En el pabellón se encuentra una librería que gira sobre sí misma y que se usaba para almacenar textos sagrados y sutras budistas. Está datada en el siglo XII por lo que es una de las más antiguas de su clase.
El monasterio de Longxing alberga un museo abierto al público.